# Concord Records
Concord Records — американский лейбл звукозаписи, принадлежащий Concord Music, расположен в Беверли-Хиллз, Калифорния. Concord Records был основан в 1995 году как ответвление от джазового лейбла Concord Jazz. Исполнители записывающиеся на лейбле получили 14 премий Грэмми.
Логотип лейбла состоит из двух нот C и J, был нарисован художником Дэном Баком.

## История
Звукозаписывающая компания и лейбл Concord Jazz была основана в 1973 году Карлом Джефферсоном, бывшим владельцем дилерского центра Jefferson Motors Lincoln Mercury в Конкорде, Калифорния. Лейбл был назван в честь города в восточной части залива Сан-Франциско и джазового фестиваля, который также основал Джефферсон. На этом лейбле выходили записи Арта Блэйки, Кэннонболла Эддерли, Стэна Гетца, Рэя Брауна, Розмари Клуни, Чика Кориа, Элиан Элиас и Курта Эллинга. Concord Records был основан в 1995 году как дочерний лейбл, призванный расширить сферу деятельности основного лейбла компании Concord Jazz.
В 1999 году Concord Records был куплен Хэлом Габа и продюсером Норманом Лиром. В 2002 офис лейбла был перенесен в Калифорнию, Беверли-Хиллз. В том же году Concord Records в сотрудничестве с Starbucks создали компанию Genius Loves, которая выиграла восемь премий Грэмми.
В 2005 году студия Telarc International Corporation приобрела Concord Records, заключив сделку с её дочерней компанией Heads Up.
В 2007 году руководители Concord Records и Starbucks основали лейбл Hear Music, они предложили музыкантам Полу Маккарти, Джони Митчеллу и Джону Мелленкампу записываться на нём. Starbucks перестала быть их партнёром, Concord Records продолжал выпускать альбомы через Heads Up, выпустив пятый альбом Кэрол Кинг и Джеймса Тейлора Live at the Troubadour в 2010 году.
В 2008 компания Village Roadshow Picturies Group и Concord Music объединились, в результате чего была образована Village Roadshow Entertaiment Group.
Кенни Джи в начале 2008 года подписал контракт с Concord Records, Герб Алперт в 2009 году. 5 июня 2009 Дэйв Коз подписал договор с Concord Records.
В 2010 Concord Records объявила о том, что все сольные альбомы Пола Маккартни будут выпускаться на Concord Music.

## Исполнители
- AFI
- Бен Уильямс[англ.]
- Бенни Рид[англ.]
- Билл Эванс
- Билли Гиббонс
- Бони Джеймс
- Бад Шанк[англ.]
- Кол Чейдер
- Карл Фонтана[англ.]
- Чарли Берд[англ.]
- Чик Корма
- Кристиан Скотт
- Клэр Фишер[англ.]
- Даниэль Николь[англ.]
- Дейв Брубек

- Дэйв Коз
- Дэйв Маккена[англ.]
- Дэвид Пак[англ.]
- Ди Белл[англ.]
- Деннис Роуленд[англ.]
- Dirty Dozen Brass Band[англ.]
- Эрнестин Андерсон[англ.]
- Эсперанса Сполдинг
- Фантазия Баррино
- Fourplay[англ.]
- Фрэнк Виньола[англ.]
- Фрейзер Макферсон[англ.]
- Джин Харрис
- Джордж Бенсон
- Хейли Рейнхарт

- Херб Эллис
- Джейк Ханна[англ.]
- Джеймс Тайлер
- Джеймисон Росс[англ.]
- Хавьер Колон[англ.]
- Джонни Ланг[англ.]
- Каррин Аллисон[англ.]
- Кейт Буш
- Кейт Хиггинс
- Кен Пепловски[англ.]
- Кенни Джин
- Кенни Уэйн Шеппард
- Курт Эллинг
- Линдси Стирлинг
- Лизз Райт[англ.]

- Майкл Фейштейн[англ.]
- Молли Рингуолд
- Пол Саймон
- Пончо Санчез[англ.]
- Postmodern Jukebox
- Рэйчел Макфарлейн
- Рэмси Льюис[англ.]
- Роб Макконнелл[англ.]
- Розмари Клуни
- Стефан Харрис[англ.]
- Стокли Уильямс[англ.]
- Сержио Мендес
- The New Pornographers
- The Record Company[англ.]
- Валери Июнь[англ.]

### Записывались ранее
- Барри Манилоу
- Кейси Абрамс[англ.]
- Майкл Болтон
- Теренс Бланшар
- Тони Беннетт